# اپل‌گیت (کالیفرنیا)
اپل‌گیت (به انگلیسی: Applegate) یک منطقهٔ مسکونی در ایالات متحده آمریکا است که در شهرستان پلاسر، کالیفرنیا واقع شده‌است. اپل‌گیت ۶۱۱ متر بالاتر از سطح دریا قرار دارد.